# Myllaena gracilicornis
Myllaena gracilicornis – gatunek chrząszcza z rodziny kusakowatych i podrodziny rydzenic.

## Taksonomia
Gatunek ten opisany został po raz pierwszy w 1853 roku przez Ernsta Gustava Kraatza pod nazwą Myllaena elongata. Nazwa ta jest jednak młodszym homonimem, w związku z czym za ważny uznaje się epitet nadany w 1859 roku przez Léona Fairmaire’a i Charlesa N.F. Brisouta de Barneville’a.

## Morfologia
Chrząszcz o wydłużonym, łódkowatym w zarysie ciele długości od 2,2 do 2,6 mm, smuklejszym i nieco ciemniej ubarwionym niż u M. intermedia. Wierzch ciała gęsto porastają jedwabiście połyskujące włoski oraz gęsto rzeźbią bardzo drobne punkty. Czułki są znacznie cieńsze niż u M. intermedia, M. elongata czy M. kraatzi. Człony w środkowej części czułków są wyraźnie dłuższe niż szerokie. Przedplecze jest o ⅓ szersze niż dłuższe. Owłosienie przedplecza kieruje się prosto ku tyłowi. Długość pokryw mierzona na szwie wynosi 0,8 długości przedplecza. Odwłok zwęża się silnie od nasady ku tyłowi.

## Rozprzestrzenienie
Gatunek palearktyczny, w Europie znany z Portugalii, Hiszpanii, Irlandii, Wielkiej Brytanii, Francji, Belgii, Holandii, Niemiec, Szwajcarii, Austrii, Włoch i Polski, aczkolwiek rekordy z tej ostatniej bywają kwestionowane. W Afryce Północnej notowany jest z Maroka, Algierii i Tunezji.